# عروسی‌های سریال (بد)
عروسی‌های سریال (بد) (به انگلیسی: Serial (Bad) Weddings) فیلمی محصول سال ۲۰۱۴ و به کارگردانی فیلیپه دی چاورون است. در این فیلم بازیگرانی همچون کریستیان کلاویه، شانتل لوبی، آری آبیتان، فردریک چائو، فردریک بل، الودی فونتن، پاسکال ان زونی، امیلی کان، الی سیمون ایفای نقش کرده‌اند.
دنباله این فیلم عروسی‌های سریال (بد) ۲ است.